# 恐怖地形图

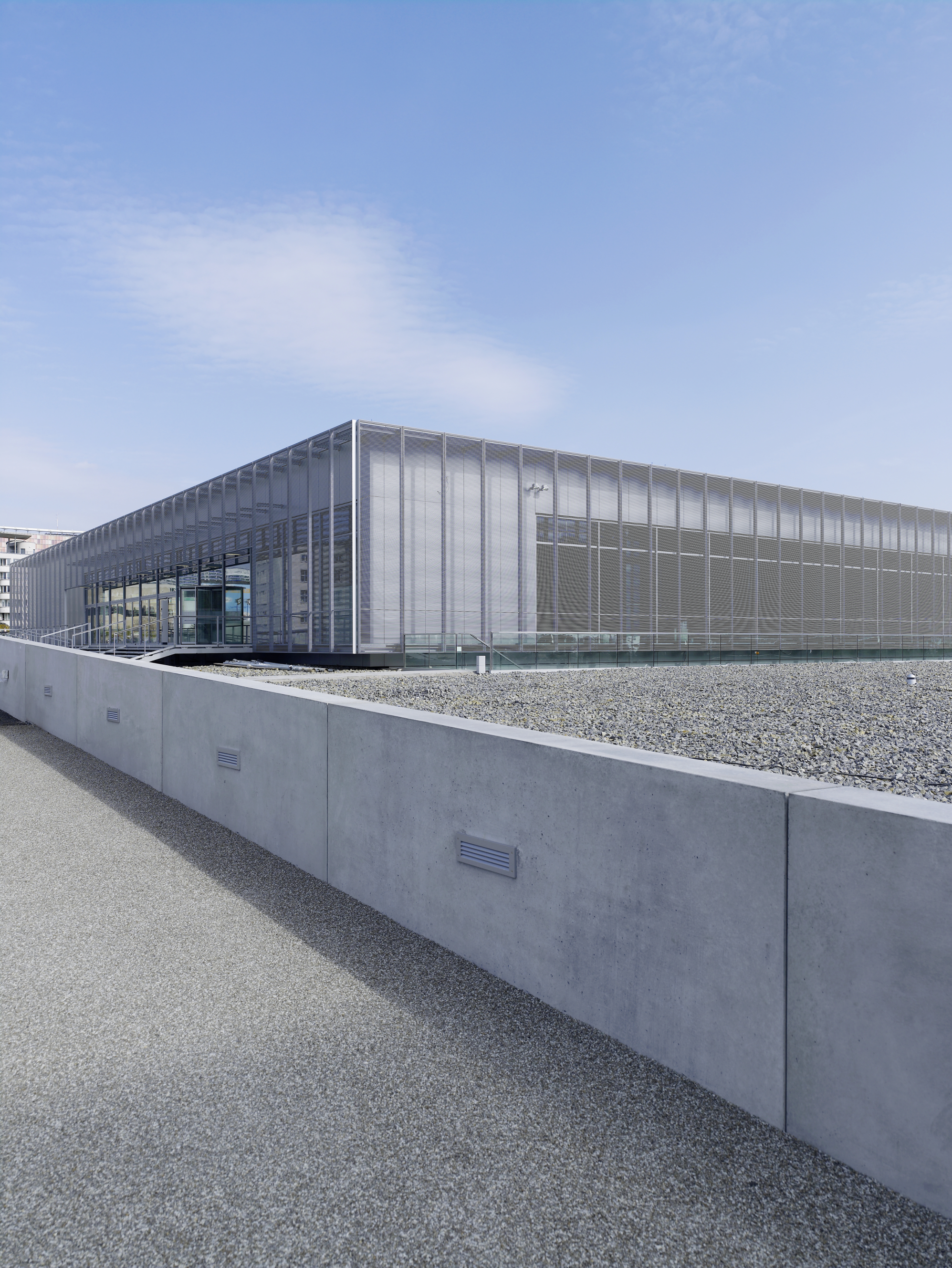
恐怖地形圖的新建築，完成於2010年。

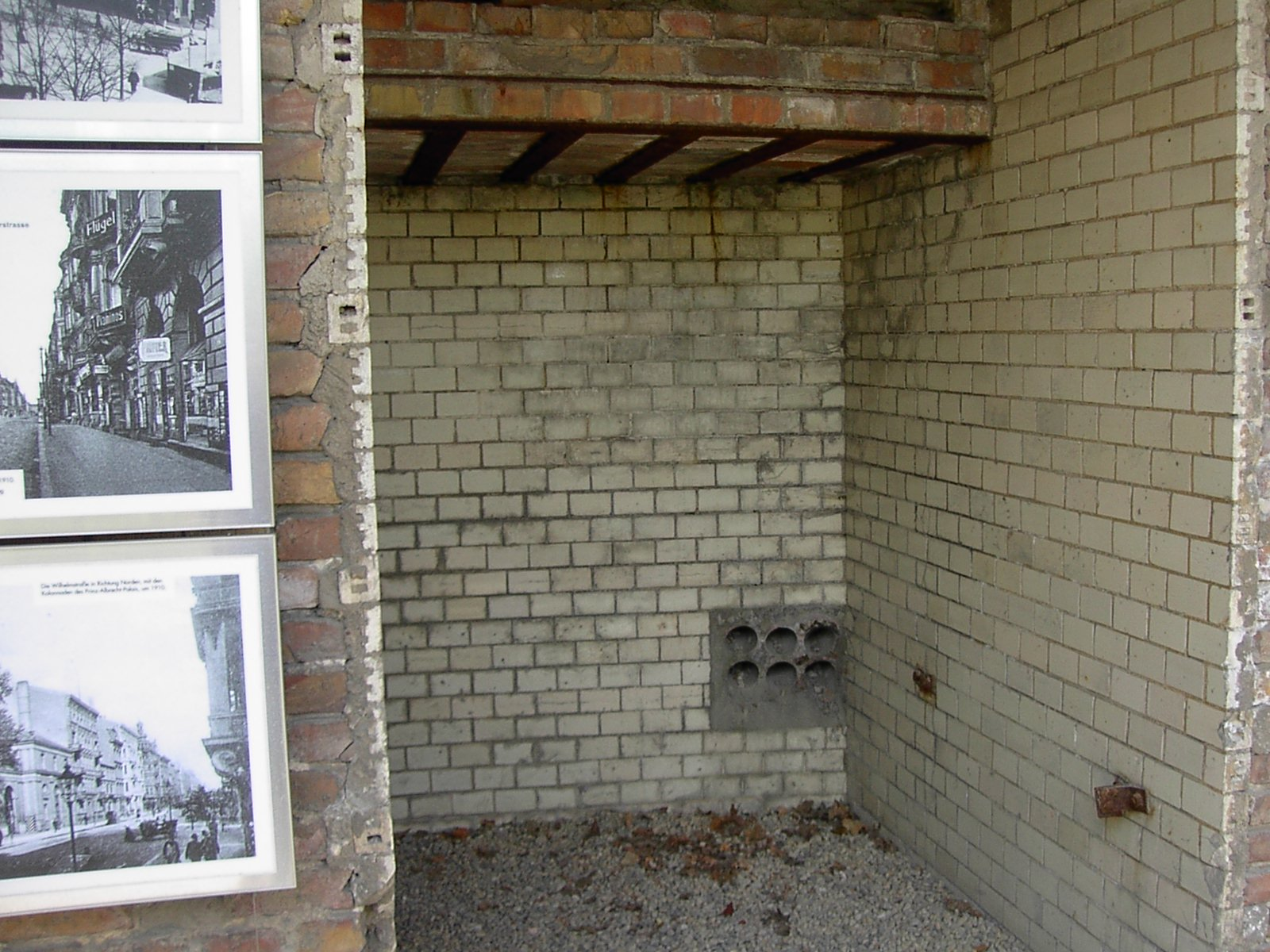
盖世太保总部地下室的囚室

恐怖地形图（德語：Topographie des Terrors）是德国首都柏林的一座户外博物馆，位于阿爾布雷希特王子大街（Prinz-Albrecht-Strasse，今尼德爾克爾新納大街）黨衛隊行政部的遗址之上。

## 历史
盖世太保和党卫军总部所在的建筑在1945年初盟军轰炸中受损严重，战后拆除了废墟。美国和苏联占领区的边界沿着阿布雷契王子大街，因此这条街很快变成了森严的边界，沿着街的南侧修筑了柏林墙，更名为尼德尔克尔新纳大街，从1961年至1989年。毗邻恐怖地形图的这一段柏林墙没有拆除，在现存的柏林墙遗址中，长度仅次于腓特烈斯海因的东边画廊。
1987年举行了第一次展览，作为柏林建城750周年庆典的一部分。在盖世太保总部的地下室，曾有许多政治犯被拷打和处决，被发现和挖掘出来。于是此处变为露天纪念馆和博物馆，但是搭起了顶棚，详细介绍了纳粹的镇压历史。挖掘与东德研究人员合作，1989年在此处和东德举行了联合展览。 
1992年，两德统一2年后，成立了保护遗址的基金会，次年，它发起了永久性博物馆的建筑设计竞赛。建筑师彼得卒姆托（Peter Zumthor）的设计被选中。然而在建成混凝土核心部分后由于资金问题而停建。大约10年后，最终于2004年拆除。新的建物於2010年完成。
博物馆的另一部分描述纽伦堡审判，幸存的纳粹头目因战争罪行和危害人类罪受审，其中11人判处死刑。按下按钮，游客能听到部分审判的录音，包括被告和盟军检察官的声音。